# Tugford
Tugford är en by i civil parish Abdon and Heath, i distriktet Shropshire, i grevskapet Shropshire, i England. Byn är belägen 13 km från Ludlow. Tugford var en civil parish fram till 1987 när blev den en del av Abdon och Heath. Civil parish hade 86 invånare år 1961. Byn nämndes i Domedagsboken (Domesday Book) år 1086, och kallades då Dodefort.